# Thega-Filmpalast
Der Thega-Filmpalast ist ein Kino in Hildesheim. Der Kinokomplex liegt in der Hildesheimer Oststadt direkt neben dem Theater für Niedersachsen.

## Geschichte
Ab 1911 gab es auf dem Gelände des 1909 eingeweihten neuen Hildesheimer Theaterbaus einen Gastronomiebetrieb, den „Theatergarten“, in dem nach dem Ersten Weltkrieg auch Filme vorgeführt wurden. Bald trennten sich Theater und Kino. Der Name „Thega“, die Kurzform von „Theatergarten“, blieb.
Im März 1945 wurden die „Thega Lichtspiele“ bei einem alliierten Bombenangriff auf Hildesheim zerstört. Erst im November 1949 wurde das wieder aufgebaute Kino mit dem Film Madonna in Ketten neu eröffnet. Die ersten Kinovorführungen im Ort hatte es allerdings schon 1945 gegeben: Ab September im Saal der „Vereinigten Deutschen Metallwerke“ (VDM) und ab November 1945 in der Gaststätte Waldquelle.

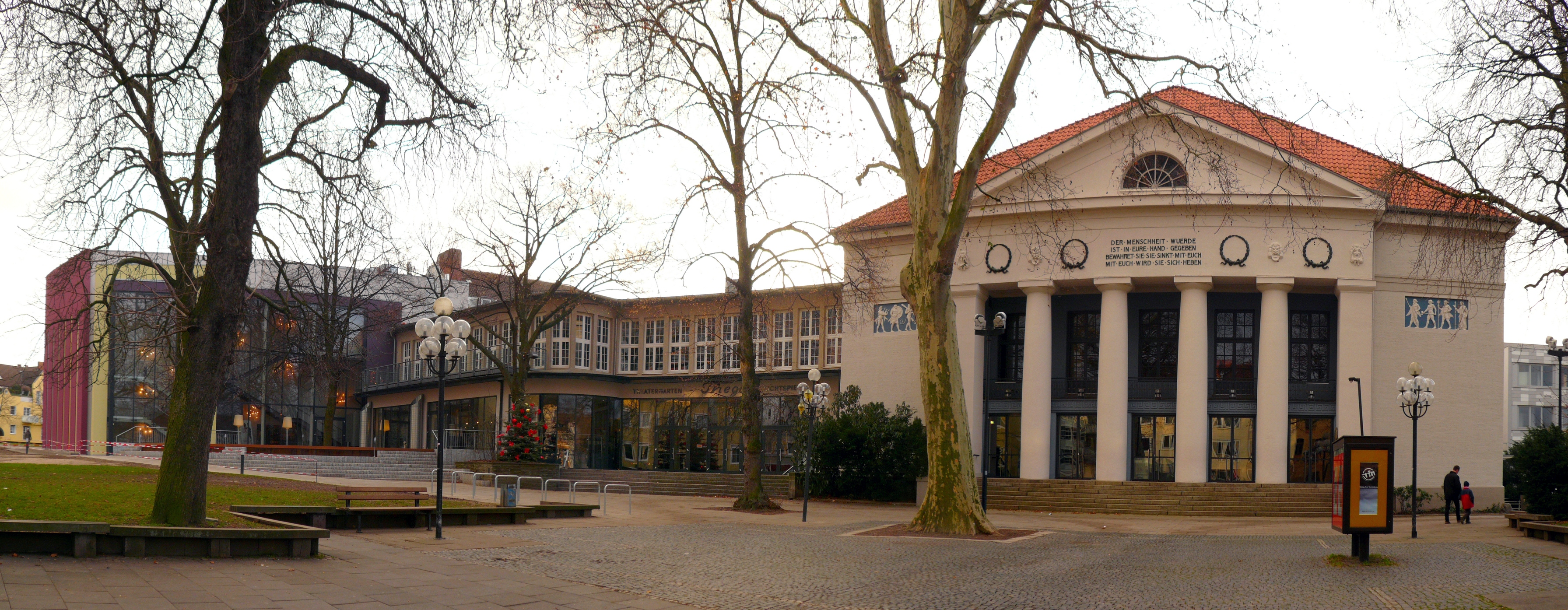
Thega (links) und Stadttheater Hildesheim

In den 1950er Jahren wurde dann ein moderner und für damalige Verhältnisse extravaganter Kinobau errichtet, der durch sein geschwungenes Spannbetonäußeres ein deutliches Gegengewicht zum benachbarten neoklassizistischen Stadttheater bildete. Bis zum Umbau in den 1970ern soll das gesamte Gebäude (fast) keine Wand mit einem rechten Winkel gehabt haben. Bis heute haben wesentliche Teile der mittlerweile denkmalgeschützten Glasfassade alle Umbauten überstanden.
Neben Filmvorstellungen diente das Kino gelegentlich auch für andere Vorführungen: Am 30. Oktober 1962 trat Klaus Kinski bei seiner zweiten großen Rezitationstournee in den „Thega Lichtspielen“ auf. Die Vorstellung wurde nach Lachen und Zwischenrufen aus dem Publikum von Kinski abgebrochen.
Anfang der 1980er Jahre erfolgte ein Umbau zum Kinocenter. Aus dem großen Saal wurden fünf kleinere Kinos mit insgesamt etwa 650 Sitzplätzen (Schachtelkino), wobei in die alte Baustruktur eingegriffen wurde.
Für 2006 wurde eine Erweiterung des Komplexes um zwei weitere Säle mit jeweils etwa 250 Plätzen geplant. Der Anbau sollte an der Stelle des ehemaligen Theater-Ostflügels erfolgen, der nach der Zerstörung im Zweiten Weltkrieg nicht wieder aufgebaut worden war. Dagegen erhoben die Eigentümer von zwei Nachbargrundstücken Klage. Nach Gang durch die Instanzen wurde das Bauvorhaben aber im Dezember 2006 vom Niedersächsischen Oberverwaltungsgericht wieder freigegeben. Im Dezember 2007 wurde der vollendete Um- und Erweiterungsbau eingeweiht. Der Kinokomplex hat seitdem insgesamt 1.150 Plätze. Neu angelegt wurde dabei auch eine Terrasse, die an die gastronomischen Ursprünge des „Theatergartens“ erinnert. Seit dem 2. April 2009 bietet das Kino in einem Saal 3D-Filme an. Die Schauburg wurde im Zuge des Ausbaus der Thega geschlossen.
Ab dem 10. Dezember 2014 wurde in Saal 7 erstmals die Dolby-Atmos-Technologie eingesetzt. Diese Audioplattform unterstützt bis zu 64 verschiedene Lautsprecherfeeds und ermöglicht dadurch ein dreidimensionales Klangerlebnis.